# John Cor
John Cor fue un fraile escocés al que se le atribuye la creación del primer whisky de la historia. El primer registro que da mención del whisky datada el 1 de junio de 1494. En ella, el rey Jacobo IV de Escocia concede ocho boles de malta para fabricar lo que denomina aqua vitae. 
Previamente no existe registro preciso de cuándo se destiló whisky por primera vez en Escocia o Irlanda. Sin embargo, debió haber conocimiento previo de la producción de la bebida ya que el alquimista árabe Albukassen describía el proceso de destilación en sus escrituras del siglo X.
- Datos: Q6227082